# Vinterträdgården, Helsingfors

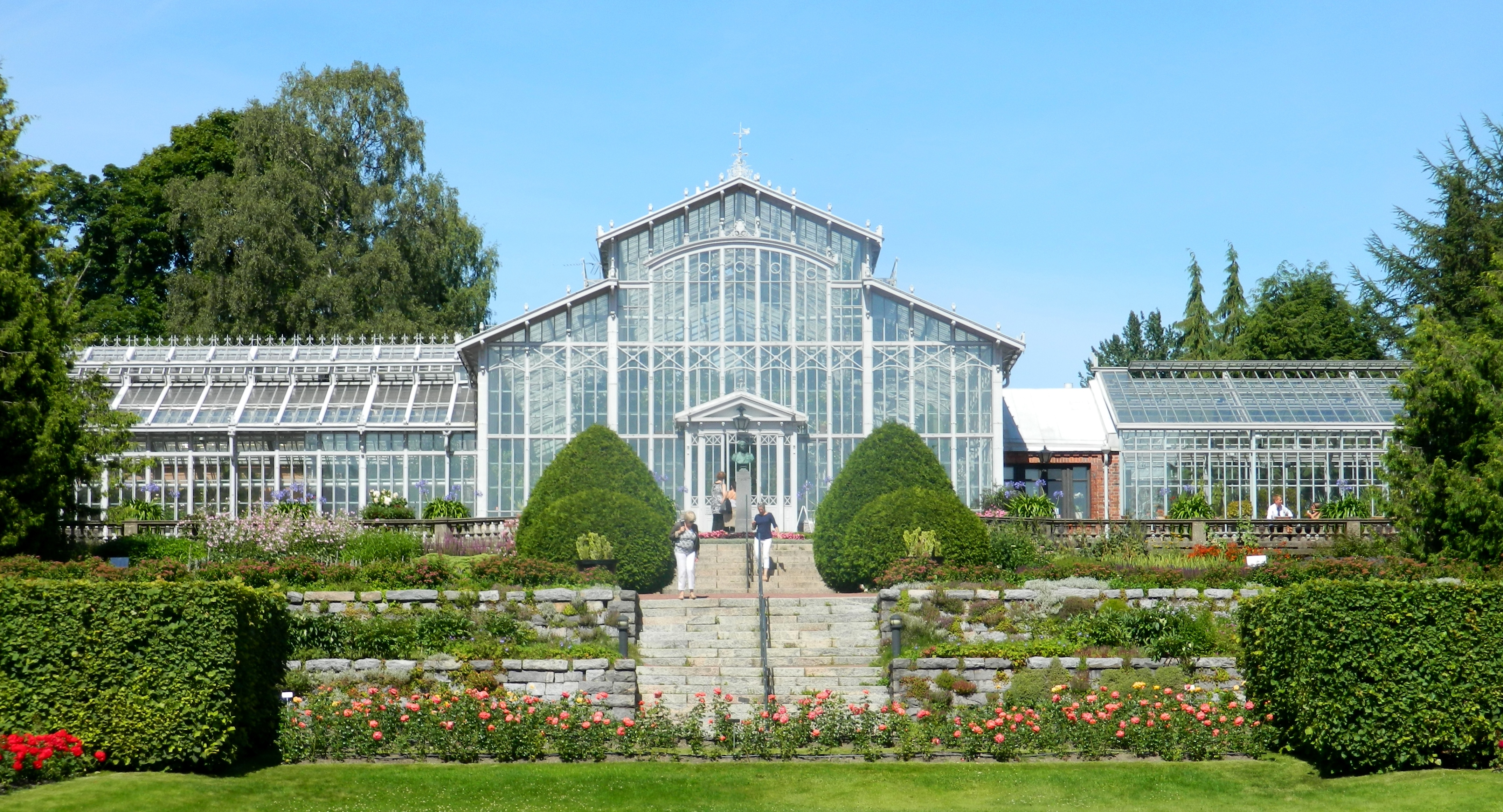
Fasaden mot Tölöviken

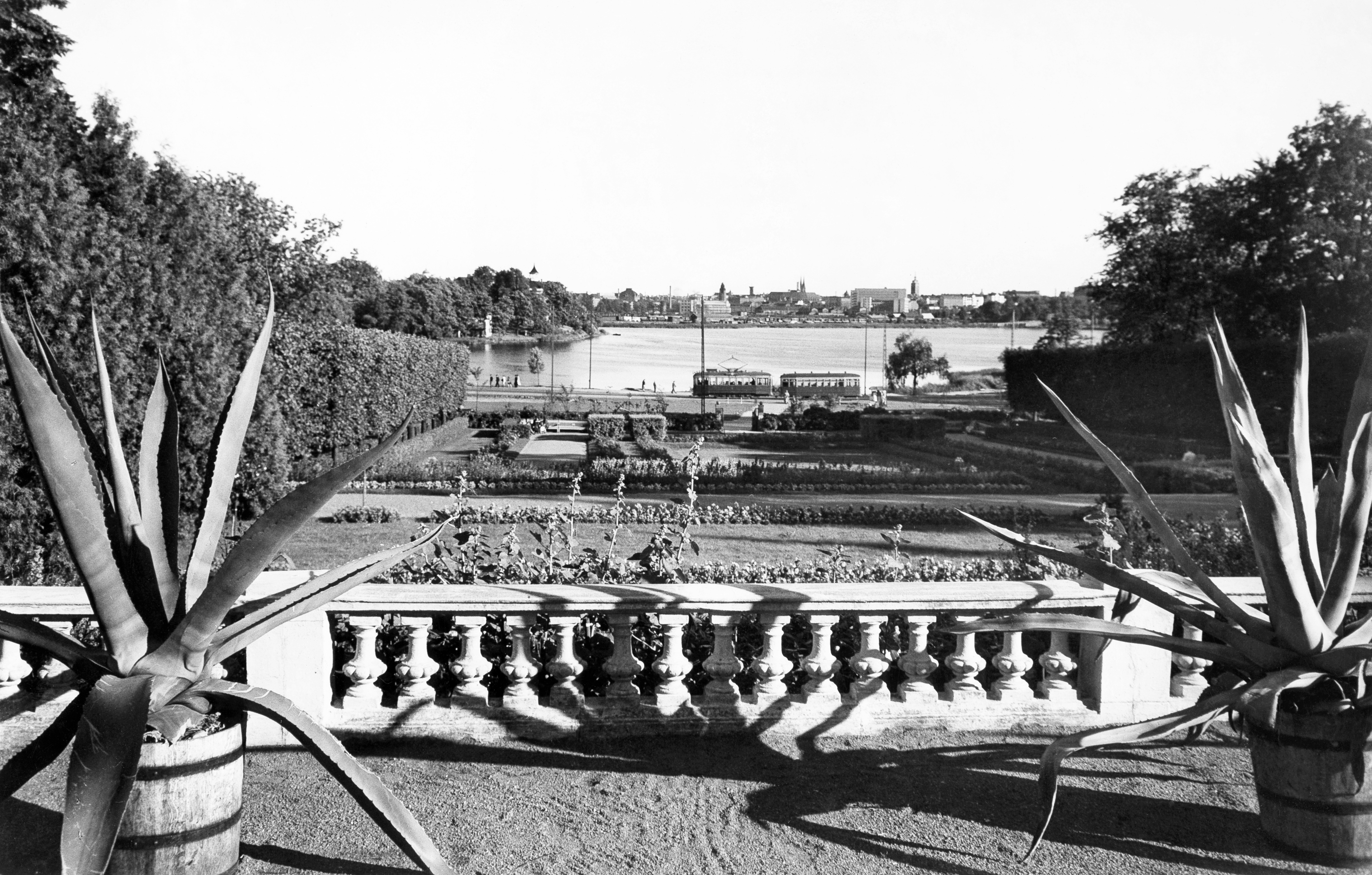
Utsikt över Helsingegatan mot Tölöviken, 1949

Vinterträdgården (finska: Helsingin Talvipuutarha) är ett offentligt växthus med medelhavsklimat i Helsingfors. Det ligger norr om Tölöviken och Helsingegatan, med adress Hammarskjöldsvägen 1 i Djurgården.
Vinterträdgårdsbyggnaden uppfördes av generalmajoren Julius af Lindfors enligt planer av Karl Gustaf Nyström, som hade Kristallpalatset i London som förebild. Lindfors donerade byggnaden till Finska trädgårdsföreningen, som hade en trädgårdsskola på området. Vinterträdgården öppnades för allmänheten år 1893. Helsingfors stad köpte trädgården och byggnaden år 1907 och parken fick namnet Stadsträdgården. Gåvogivarens vilja var att allmänheten ska få vistas i Vinterträdgården gratis, och än i dag uppbärs ingen inträdesavgift.
Det finns 200 olika växter i Vinterträdgården, främst från Medelhavsområdet, i tre rum: Palmrummet, Västra flygeln och Kaktussalen. På bakväggen i det mittersta rummet finns en romantisk fresk av dekorationsmålaren Salomo Wuorio (1857–1938). Efter att ha blivit övermålad, togs den fram vid en renovering 1977 och restaurerades.
Utanför Vinterträdgården finns en park och en rosengård på 1,2 hektar på terrasser med stödmurar i gråsten. Den ritades av stadsträdgårdsmästaren Svante Olsson och byggdes 1924.
Där finns en byst av Julius af Lindfors, skapad av Walter Runeberg och skulpterade stenbänken Den öppna famnen av Alpo Jaakola från 1972. I partiet nedanför mot Tölöviken står skulpturen Kullervos bane av Carl Eneas Sjöstrand från 1868.
Bakom Vinterträdgården ligger Helsingfors stads växthus, där blommor odlas till stadens parker. På kullens högsta punkt ligger stadsträdgårdsmästarens tjänstebostad.

## Bildgalleri

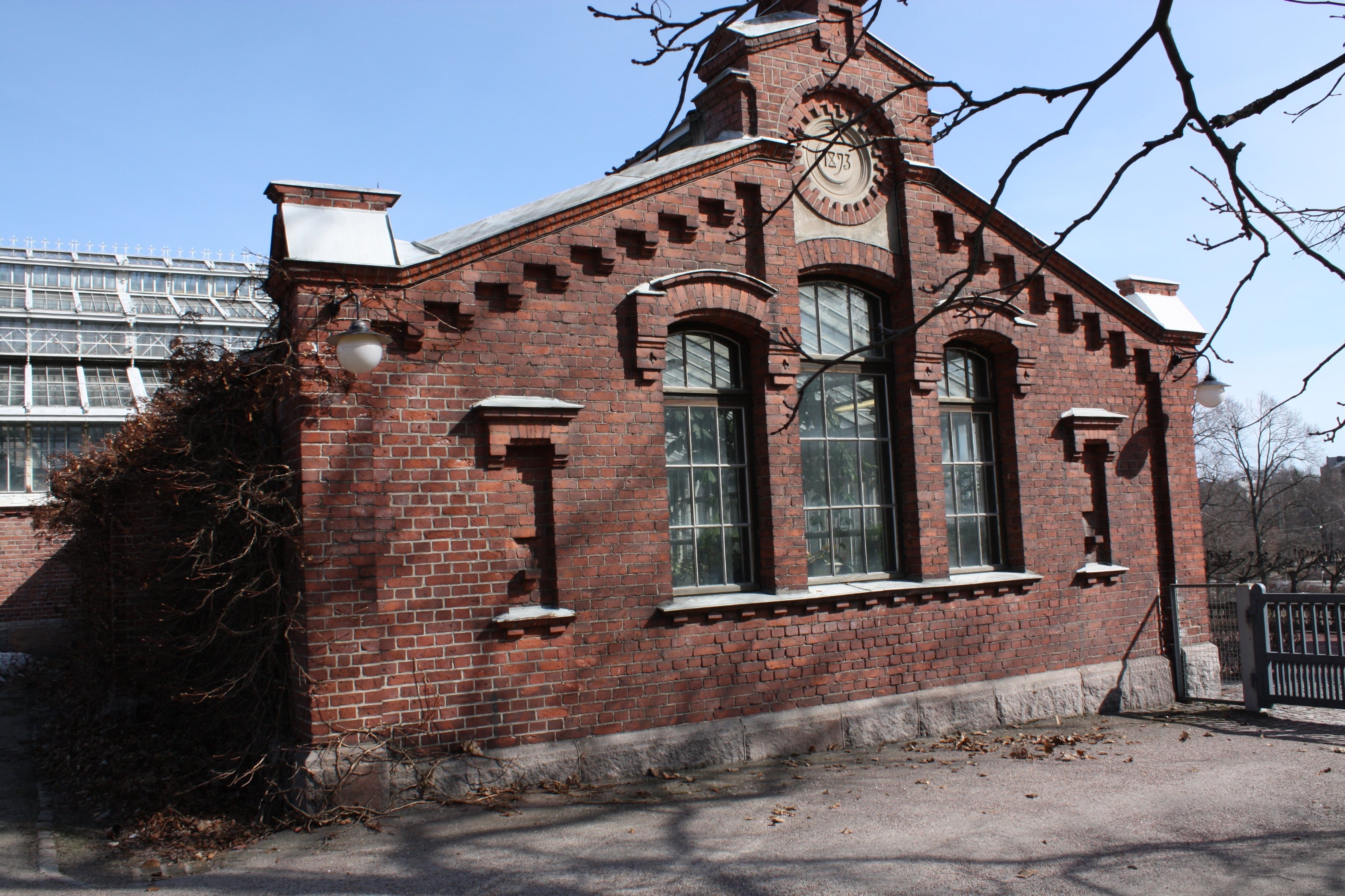
Vinterträdgårdens flygel åt nordväst
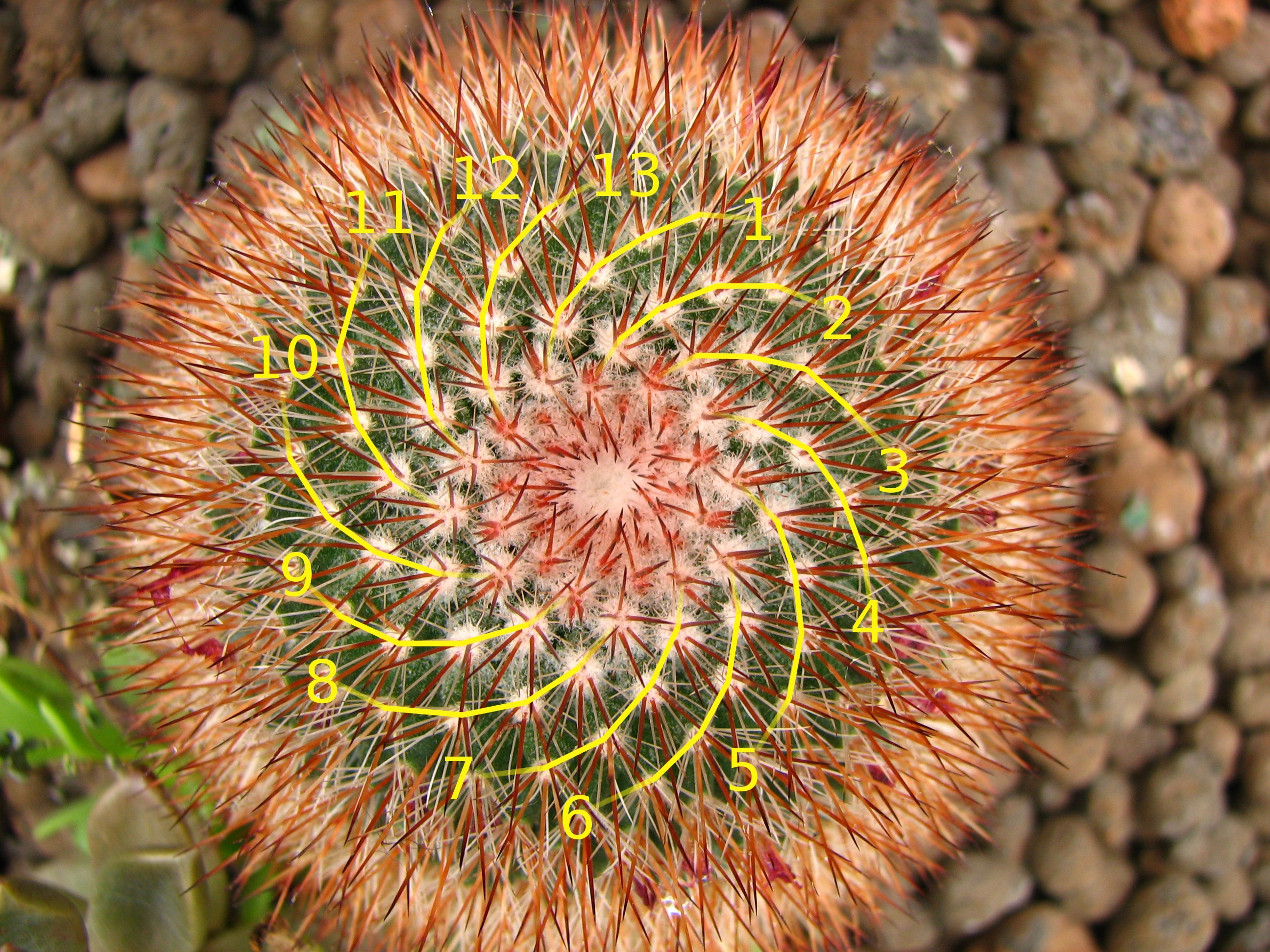
Spiralkaktus med 19 spiraler
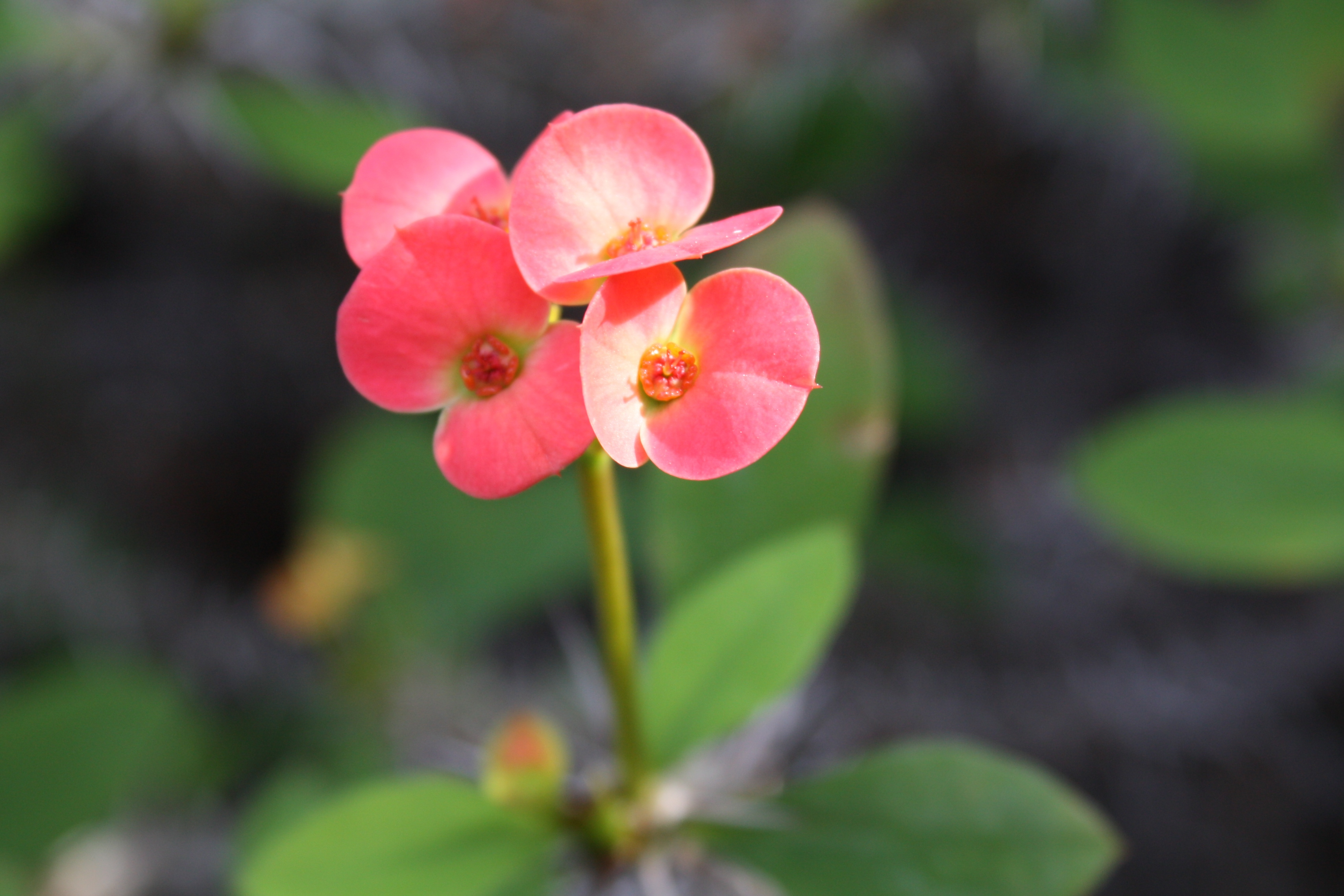
Kristi törnekrona, Euphorbia milii, varianten splendens
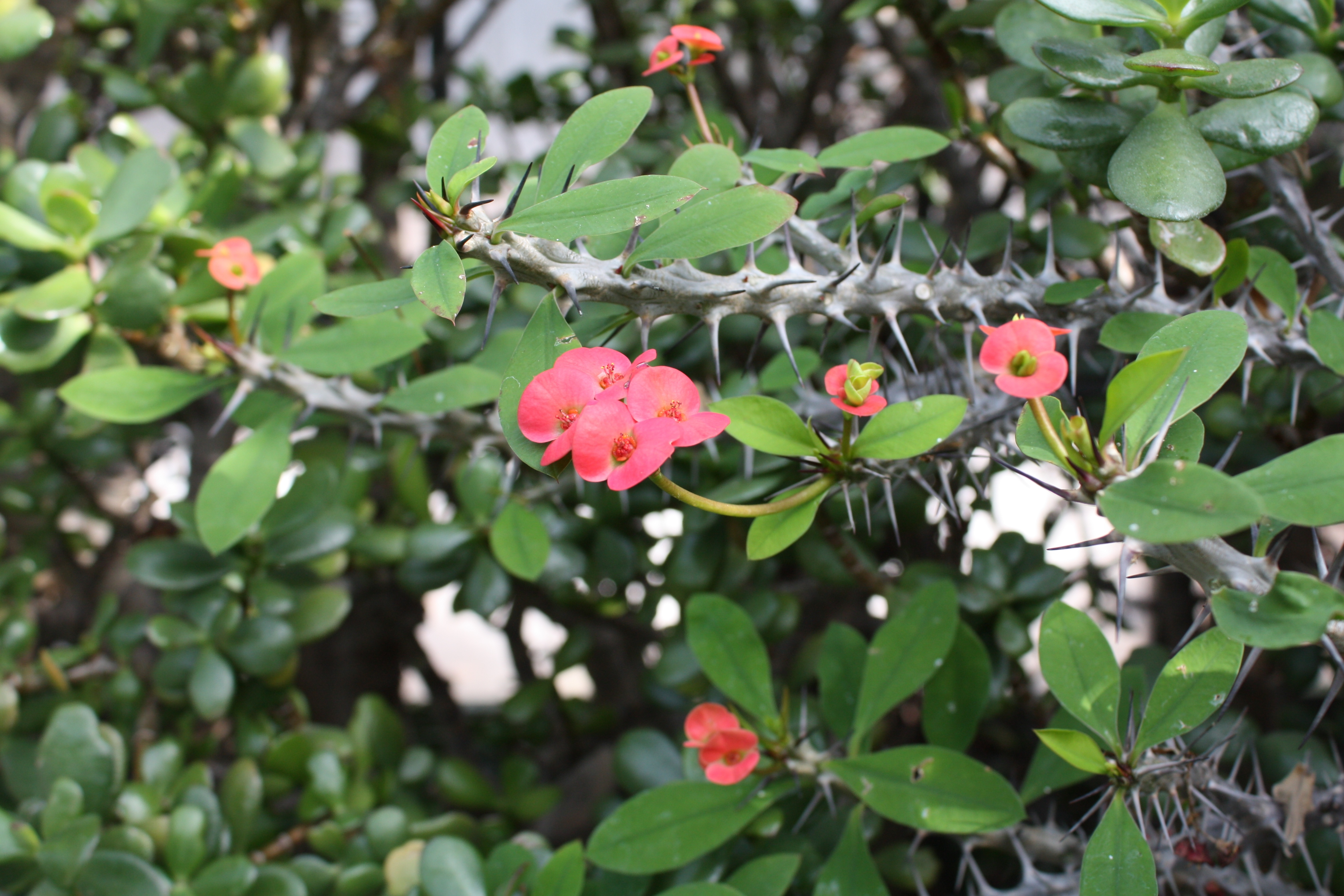
Kristi törnekrona
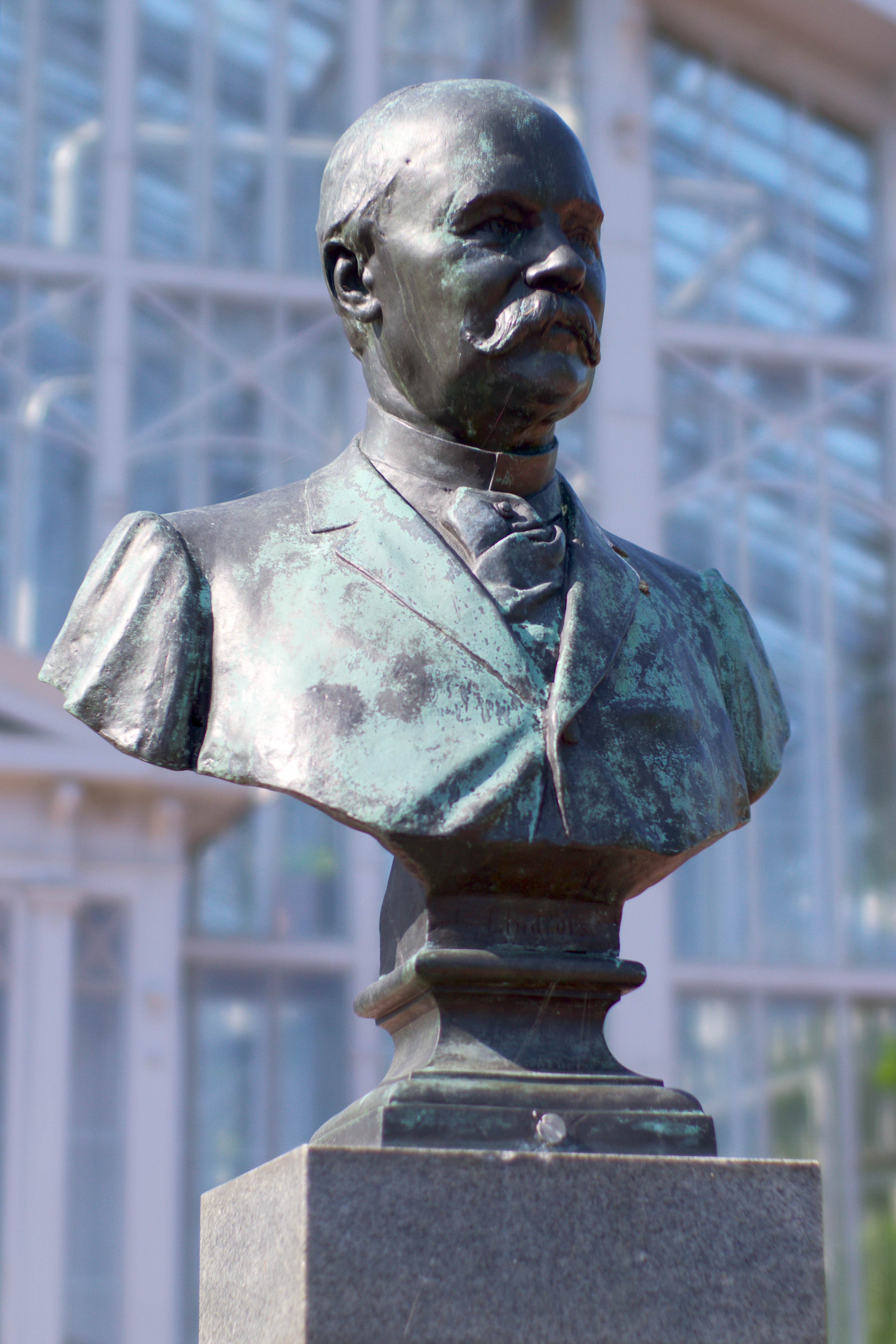
Byst av Julius af Lindfors, skapad av Walter Runeberg
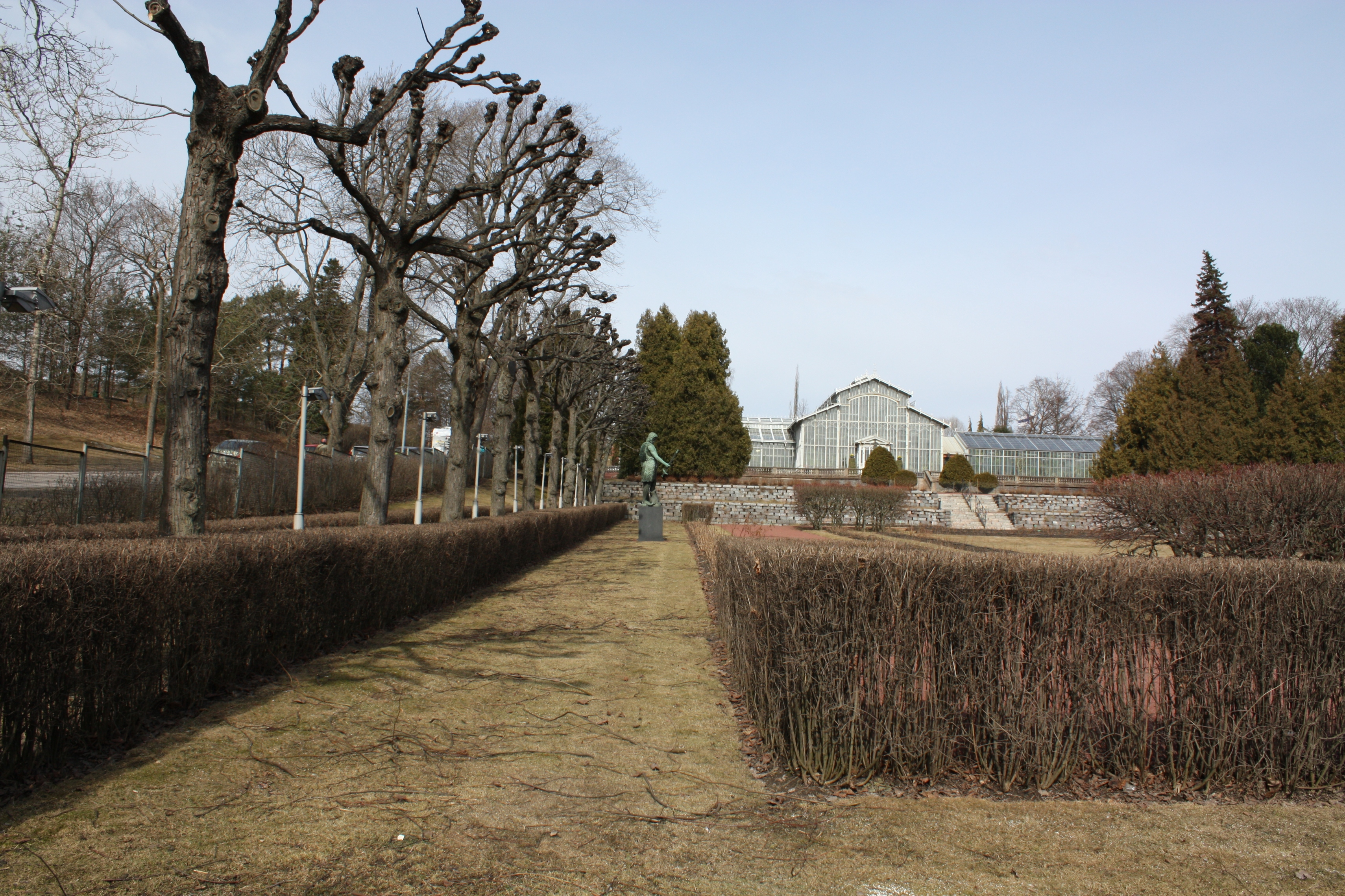
Kullervos bane av Carl Eneas Sjöstrand vid en av gångarna med formklippta lindar